# 晋攻郑之战
晋攻郑之战，發生於春秋时期，晋国攻打郑国的一系列戰爭。
晋楚争霸时，晋国与楚国进行长达八十余年的争夺郑国的战争。晋国与楚国直接交锋并不是很多，但几乎是不间断的对郑国进行争夺。经常是郑国刚刚倒向楚国，晋国就率军讨伐郑国，郑国被迫屈服，晋军撤退后，楚国再率军讨伐郑国，郑国再屈服楚国。战争甚至一年数次，郑国不堪其扰。前563年至前562年，晋悼公三驾伐郑，郑国彻底依附晋国。前546年，晋楚弭兵之会后，郑国作为北方阵营，成为晋国的势力范围，得到了楚国的承认。

## 过程

### 晋文公攻郑
前632年，城濮之战之前的三个月，郑文公派军队到楚国助战，因为楚军已败，郑文公派子人九和晋国讲和。晋国栾枝至郑国和郑文公订立盟约。五月初九日，晋文公和郑文公在衡雍结盟。前631年夏，鲁僖公和王子虎、晋国狐偃、宋国公孙固、齐国国归父、陈国辕涛涂、秦国小子慭在翟泉结盟，重温践土之盟，策划进攻郑国。郑国对晋国无礼，心向楚国。前630年春，晋国攻打郑国，夏，狄人趁机攻打齐国。九月初十日，晋文公、秦穆公包围郑国，晋军驻扎在函陵，秦军驻扎在汜南。郑文公派烛之武劝秦穆公退军，秦穆公和郑国结盟，派遣杞子、逢孙、杨孙在郑国戍守，于是撤军。狐偃请求追击秦军。晋文公不许，也撤军回国。逃亡到晋国的郑国公子兰，这时在郑国东部边境等候命令。郑国的石甲父、侯宣多把公子兰接回国做太子，于是郑国和晋国讲和。前627年，因为秦国与晋国争夺郑国，爆发殽之戰。

### 赵盾攻郑
宋国人杀死宋昭公，晋国取得了宋国的财货，承认了宋文公的君位。郑穆公（公子兰）认为晋国不值得亲附，和楚国盟约。前608年秋，楚庄王攻打陈国，北上攻打宋国。晋国赵盾带兵救援。宋文公、陈灵公、卫成公、曹文公联合晋军讨伐郑国。楚国𫇭贾去救援郑国，爆发北林之战，晋国解扬被俘。同年冬，晋军攻打郑国，以报复北林之役。为报复郑国攻打宋国大棘之役，前607年夏，晋国赵盾从阴地会同宋国、卫国、陈国的军队袭击郑国。楚国鬬椒救援郑国，驻军郑国，等待晋军，赵盾于是撤离。前606年，晋成公发兵攻打郑国，到达郔地。郑国和晋国讲和，士会到郑国缔结盟约。

### 晋景公攻郑
楚庄王连年进攻郑国，前599年六月，郑国向楚国求和，晋国、宋国、卫国、曹国进攻郑国，郑国求和以后诸侯联军回国。前597年，楚国大举进攻郑国，郑襄公投降。晋军前去救援郑国，爆发晋楚邲之战，晋国大败。因为邲之战，郑国帮助了楚国。前595年夏，在中行桓子的计划下，晋景公进攻郑国，通告诸侯，阅兵以后回国。郑国害怕，派子张到楚国代替子良。郑襄公去楚国，计划对付晋国。前594年，楚国攻打宋国，晋国派解扬去宋国，路过郑国，被郑国囚禁起来献给楚国。
前588年春，为讨伐邲之战郑国对晋国有二心，晋国、宋国、鲁国、卫国、曹国诸侯联军进攻郑国，驻军伯牛，从东边攻入郑国。郑国的公子偃领兵抵御，命令东境军队在鄤地设伏，在丘舆击败联军。郑国皇戌到楚国进献战利品。前587年，郑国进攻许国，晋国栾书为中军将，荀首为中军佐，士燮为上军佐，救援许国，进攻郑国，占领了汜地、祭地。楚国的子反救援郑国。处理郑国、许国纠纷时，因为郑悼公感觉楚国偏袒许国，派公子偃到晋国求和。前586年八月，郑悼公和晋国的赵同在垂棘结盟。前582年，楚国用重礼求取郑国，郑成公和楚国公子成在邓地相会。郑成公到晋国，被晋国在铜鞮逮捕。晋将栾书率兵进攻郑国，郑国派伯蠲求和，晋国杀死了伯蠲。楚国子重攻打陈国以救郑国。前581年，晋国让卫国子叔黑背攻打郑国，三月，公子班立公子繻为国君。四月，郑人杀了公子繻，立了郑成公之子髡顽，公子班逃亡到许国。五月，晋国会合鲁国、齐国、宋国、卫国、曹国进攻郑国，以送回郑成公，并保证郑国站再晋国一边。郑国的子罕把郑襄公宗庙中的钟赠送给晋国，子然和诸侯在脩泽结盟，子驷作为人质。五月十一日，郑成公回国。

### 晋厉公攻郑
前575年春，楚共王从武城派公子成用汝阴的土田向郑国求和。郑国背叛晋国，子驷跟随楚子在武城结盟。四月十二日，晋厉公讨伐郑国，楚共王救援郑国，晋楚爆发鄢陵之战，楚国大败。七月，晋厉公和鲁成公、尹武公、齐国国佐、邾国人进攻郑国。诸侯的军队驻扎在郑国西部，晋国军队这时攻打陈蔡，七月二十四日，郑国的子罕发动夜袭，宋国、齐国、卫国都溃不成军。
前574年正月，郑国子驷进攻晋国的虚、滑两地。卫国的北宫括救晋攻郑，到达高氏。五月，郑太子髡顽到楚国为质，楚国公子成、公子寅戍守郑国。晋厉公会合尹武公、单襄公以及鲁成公、齐灵公、宋平公、卫献公、曹成公、邾国进攻郑国，从戏童到达曲洧。楚国的子重援救郑国，驻军首止。诸侯退兵。冬，晋厉公会同鲁成公、单襄公、宋平公、卫献公、曹成公、齐灵公、邾国再次进攻郑国。十月十二日，包围郑国。楚国公子申救援郑国，驻军汝水边上。十一月，诸侯退兵。

### 晋悼公攻郑

#### 洧上之战
前572年五月，晋国韩厥、荀偃率晋军进攻郑国，进入外城，在洧水边打败了郑国步兵。东方诸侯军队驻在鄫地，等待晋军。晋军从郑国带领鄫地的驻军攻打楚国的焦地、夷地和陈国。晋悼公、卫献公在戚地，作为后援。秋，楚国子辛救援郑国，攻打宋国的吕地和留地。郑国子然攻打宋国，占取了犬丘。因为郑成公和子驷感念楚共王在鄢陵之战中为救援郑国被晋国射瞎一只眼，所以一直没有背叛楚国。前571年，晋国在虎牢筑城以逼迫郑国，郑国只好顺从晋国。

#### 阴口之战
前565年，楚国攻打郑国，子驷、子国、子耳要顺从楚国，子孔、子蟜、子展要等待晋国救援，最后在子驷主导下，郑国和楚国讲和。前564年十月，晋悼公、宋平公、皇郧、鲁襄公、季孙宿、卫献公、北宫括、曹成公、莒犁比公、邾宣公、滕成公、薛献公、杞孝公、小邾穆公、齐国世子光、崔杼十二国联军伐郑，在阴口之战，郑国向诸侯联军屈服。之后，楚共王派兵伐郑，子驷再次屈服楚国。

#### 三驾伐郑
在荀罃的建议下，晋国的军队分成三部分轮流攻打郑国，使楚军疲于相救。
前563年九月，郑国子耳入侵宋国北部边境。晋悼公、宋平公、鲁襄公、卫献公、曹成公、莒犁比公、邾宣公、齐世子光、滕成公、薛献公、杞孝公、小邾穆公十二国联军攻打郑国。九月二十五日，军队驻扎在牛首。十月十四日，郑国西宫之变，子驷、子国、子耳被杀。楚国的子囊救援郑国。十一月，郑国和楚国结盟。十一月二十四日，诸侯撤军，攻打郑国北境后回国。楚国也退兵。
前562年，郑国的子展率军入侵宋国。四月，晋悼公率领十二国联军再次进攻郑国。四月十九日，齐世子光、宋向戌驻军在东门外。当晚，晋国荀罃到达西郊，往东进攻许国的旧地。卫国孙林父进攻郑国北境。六月，诸侯在北林会见，驻军向地。又转向西北，驻军琐地。包围郑国，在南门外显示军力。联军从西边渡过济隧。郑国向诸侯求和。七月，各诸侯和郑国在毫地结盟。
七月二十七日，楚共王、郑简公进攻宋国。九月，十二国诸侯第三次进攻郑国，郑简公派良霄、太宰石㚟去楚国，告诉楚共王，表示郑国要顺服晋国，二人被楚共王囚禁。楚国无力救援郑国。诸侯联军在新郑东门外示威，郑简公派王子伯骈求和。九月二十六日，晋国赵武进入郑都和郑简公结盟。十月初九日，郑国子展出城和晋悼公结盟。十二月初一日，在萧鱼会盟。从此，郑国彻底依附晋国，晋郑之间68年没有战争。

### 赵鞅、智瑶攻郑
春秋末期，晋国范氏中行氏之乱，郑国帮助范氏、中行氏。前493年八月，齐国运送粮食给范氏，郑国的罕达（子姚）、驷弘（子般）押送。赵鞅在铁之战击败罕达、驷弘。
知韩赵魏四家击败范氏、中行氏后，开始报复郑国。前468年，晋国智瑶率军进攻郑国，驻军桐丘（今河南省鄢陵县东）。驷弘求援于齐国。齐国陈成子出兵救援郑国。智瑶听说，不想和齐国作战，就收兵回去。前464年，晋国的智瑶再次率军包围郑国，驷弘驻守南里，以待晋军。智瑶攻进南里，又攻打桔秩之门。郑国俘虏了酅魁垒，将他杀死。晋军要攻郑国城门，这时智瑶趁机羞辱了赵鞅的儿子赵无恤。齐国援军抵达，晋国再攻下郑国九个城邑之后撤军。

### 韩灭郑
战国初期，三家分晋，韩国从前423年开始大规模向郑国扩张，郑国经历了亲三晋的驷子阳和亲楚的太宰欣的摇摆，郑国政变之后一分为三，新郑和阳城、负黍各自为政。前394年，负黍反郑归韩。391年，三晋伐楚，在大梁、榆关之战大胜楚军，而郑国逐渐被韩国完全控制。前385年，韩伐郑，取阳城。前375年，韩哀侯灭郑。